# Phorotrophus trimaculatus
Phorotrophus trimaculatus là một loài tò vò trong họ Ichneumonidae.